# Saint George, Barbados
Saint George este una din cele unsprezece parohii ale statului caraibian Barbados. Este localizat în interiorul insulei și este una dintre cele două parohii izolate. Un reper important din parohie este Gun Hill - una dintre puținele stații de semnal rămase din anul 1818. 
Saint George este înconjurat de șase din cele unsprezece parohii, având cei mai mulți vecini dintre toate parohiile.

## Parohiile vecine
- Christ Church - Sud
- Saint John - Nord-est
- Saint Joseph - Nord
- Saint Michael - Vest
- Saint Philip - Est
- Saint Thomas - Nord-vest